# پیتر پالا
 پیتر پالا (انگلیسی: Petr Pála؛ زاده ۲ اکتبر ۱۹۷۵) یک تنیس‌باز اهل جمهوری چک است.